# Accacidia regularis
Accacidia regularis är en insektsart som beskrevs av Irena Dworakowska 1971. Accacidia regularis ingår i släktet Accacidia och familjen dvärgstritar.
Artens utbredningsområde är Sudan. Inga underarter finns listade i Catalogue of Life.